# Aillik
Aillik is een voormalige nederzetting aan de Atlantische oostkust van de Canadese regio Labrador. De plaats bevindt zich 14 km ten noorden van de gemeente Makkovik.

## Geschiedenis
In 1840 werd Aillik door de Hudson's Bay Company gesticht als handelsnederzetting. George MacKenzie was de eerste uitbater.
In de periode na de Tweede Wereldoorlog werd de nederzetting hervestigd en werd het een spookdorp. De plaats wordt soms wel nog aangedaan in de context van de seizoensvisserij.